# Langley, Washington
Langley är en ort i Island County i delstaten Washington, USA.